# Révolte du beurre
 (septembre 2024).

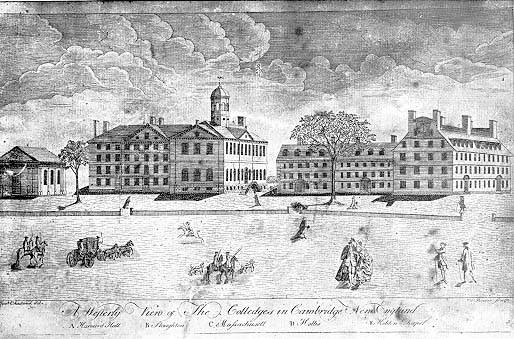
L'université Harvard, gravure de Paul Revere, 1767.

La Révolte du beurre est une manifestation survenue à l'université Harvard en 1766. Ce fut la première manifestation étudiante dans ce qui est maintenant les États-Unis. Elle eut lieu alors que se préparait la Révolution américaine.
Depuis l'ouverture du collège (pas encore université) Harvard en 1636, l'alimentation était un problème. La production de beurre des Treize colonies étant insuffisante pendant l'hiver, elles devaient en importer d'Irlande qui, souvent, se gâtait pendant le transport et devenait immangeable au printemps. L'épisode de 1766 est connu par une satire en parodie de style biblique : lors d'un repas avec du beurre particulièrement rance, Asa Dunbar (grand-père de Henry David Thoreau) alla se plaindre au recteur : « Voyez, notre beurre pue ! — donnez-nous donc du beurre qui ne pue pas ». Il fut renvoyé par le recteur puis contraint à faire une déclaration de repentir et rétrogradé d'une année. Les étudiants se rassemblèrent dans la chapelle de l'université pour organiser une protestation et, le lendemain, boycottèrent la cantine de l'université pour aller manger en ville. Sous la conduite de George Cabot (futur sénateur), ils adressèrent une protestation au gouverneur du Massachussetts. L'université réunit une commission pour examiner le beurre et celle-ci le trouva, en effet, fort mauvais : six barriques furent déclarées impropres à la consommation et quatre bonnes uniquement « pour la sauce ». Cependant, la conduite des étudiants fut regardée par la direction de l'université comme une trahison de la Couronne et 155 d'entre eux durent signer une déclaration de repentir. Malgré ce demi-échec, leur protestation avait été entendue par les autorités, leur montrant que l'union fait la force.

### Citations originales
1. ↑  (en) « Behold, our butter stinketh!— give us therefore, butter that stinketh not »